# Landsmål
A landsmål (a. m. „az ország nyelve”) eredetileg a norvég nyelvnek azt a helyesírását jelenti, amelyet Ivar Aasen alkotott meg a 19. században; nevét is tőle kapta. Korábban a norvég nyelvnek nem volt standard írott formája: az országban a hivatalos írásos kommunikációban a dán nyelvet használták. 1885-ben ezt – a dán mellett – Norvégia hivatalos nyelvévé emelték.
1929-ben a landsmålt átnevezték nynorskra (újnorvég). 1938-ban ez jelentős helyesírási reformon ment keresztül, így ma a landsmål szót a nynorsk 1938 előtti változatára használják. A nyelvhasználók egy kis része ma is kitart a régi (landsmål) helyesírási szabályok mellett.
A norvég nyelv jelenleg legelterjedtebb standard írott formája egyébként a bokmål (könyvnyelv), amely a dán nyelv norvégosított leszármazottja.

## Fordítás
- Ez a szócikk részben vagy egészben a Landsmål című angol Wikipédia-szócikk ezen változatának fordításán alapul.  Az eredeti cikk szerkesztőit annak laptörténete sorolja fel. Ez a jelzés csupán a megfogalmazás eredetét és a szerzői jogokat jelzi, nem szolgál a cikkben szereplő információk forrásmegjelöléseként.